# Миха Крек
Миха Крек (словен. Miha Krek, Лесковица у Горењској, 28. септембар 1897 – 18. новембар 1969) је био словеначки и југословенски правник, конзервативни политичар, потпредседник Словеначке народне странке, министар без портфеља, министар грађевина и министар просвете Министарског савета Краљевине Југославије, потпредседник Министарског савета Краљевине Југославије у емиграцији, члан Извршног одбора Централног националног комитета Краљевине Југославије и лидер словеначке антикомунистичке емиграције.

## Младост и образовање
Миха Крек је рођен 28. септембар 1897. године у селу Лесковица у словеначкој покрајини Горењска, тада у Аустроугарској. Студирао је на Институту Светог Станислава у Љубљани, када је мобилисан у аустроугарску војску током Првог светског рата. Наставио је студије након рата на Свеучилишту у Загребу и Универзитету у Љубљани, где је стекао титулу доктора правних наука 1930. године. До 1935. године је имао адвокатску канцеларију у Љубљани.

## Политичка делатност
Од 1921. године је био члан конзервативне и католичке Словеначке народне странке, као и различитих културних организација попут Католичке акције. У време шестојануарске диктатуре, изабран је за потпредседника Словеначке народне странке.
За министра без портфеља у првој влади Милана Стојадиновића, изабран је 1. септембра 1935. године, а исти ресор је задржао и у другом Стојадиновићевом мандату до 21. децембра 1938. године. На парламентарним изборима 11. децембра 1938. године, изабран је за народног посланика као кандидат Словеначке народне странке на изборној листи Југословенске радикалне заједнице др Милана Стојадиновића. У новом влади је био министар грађевина до 5. фебруара 1939. године.
Министар грађевина је остао и у влади Драгише Цветковића, од 5. фебруара 1939. до 26. августа 1939. године. У другој Цветковићевој влади је најпре био министар грађевина до 23. августа 1940. године. По смрти Антона Корошеца, председника Словеначке народне странке, именован је за заступника на упражњеном ресору министра просвете. Тада се придружио Југословенској радикалној заједници и постао њен генерални секретар за Дравску бановину. Заступник министра је био до 25. јануара 1941. године, када је изабран за министра просвете.
Цветковићева влада је срушена у војном пучу 27. марта 1941. године. Нови председник генерал Душан Симовић је понудио коалицију Словеначкој народној странци, тако да је њен нови председник Франц Куловец постао министар грађевина. Како је Куловец погинуо у бомбардовању 6. априла, на његово место је дошао Крек. Заједно са осталим члановима Министарског савета је избегао у Палестину и потом Лондон.
Због погибије Куловеца, остало је упражњено место председника Словеначке народне странке. Чланство у емиграцији је за новог председника изабрало Крека, док се бан Дравске бановине Марко Натлачен прогласио за њеног председника у окупираној Словенији и ставио у службу окупатора.
Крек и Франц Сној су као словеначки представници изабрани за чланове владе Слободана Јовановића, 11. јануара 1942. године. Крек је постао потпредседник Министарског савета и министар грађевина, те на тим функцијама остао у другој Јовановићевој влади и влади Милоша Трифуновића од 26. јуна до 10. августа 1943. године.
У својим јавним наступима, Крек је позивао Словенце да се придруже снагама генерала Драгољуба Драже Михаиловића, односно Југословенској војсци у Отаџбини. Покушао је и да успостави контакт са словеначким антикомунистима у земљи.
Успротивио се споразуму Тито-Шубашић из 1944. године и признању партизана као легитимне формације од југословенске краљевске владе. Преселио се у Рим и основао словеначки Народни одбор за иностранство, као пандан комунистичком Ослободилачком фронту Словеније. Одатле је покушао да заустави предају Словеначких домобрана партизанима и да их упути на потчињавање генералу Михаиловићу.
У октобру 1944. године, изабран је за члана Извршног одбора Централног националног комитета са седиштем у Риму, под председништвом др Живка Топаловића. 

## Емиграција
Наставио је да делује против југословенских комуниста у емиграцији, те је заједно са председником Социјалистичке партије Југославије др Живком Топаловићем и председником Самосталне демократске странке Адамом Прибићевићем, објавио један манифест против Јосипа Броза Тита 1946. године. 
Комунистичке власти у Југославији су осудиле Крека за велеиздају и ратне злочине, на казну од 15 година затвора.
Остао је у Риму до 1947. године, како би са Иваном Ахчином организовао пријем и смештај хиљада словеначких емиграната из Југославије. Исте године се преселио у Сједињене Америчке Државе, где је изабран за председника Словеначке народне странке у емиграцији.
Умро је 18. новембра 1969. године у Кливленду, савезна држава Охајо.